# Alter Friedhof (Böckingen)

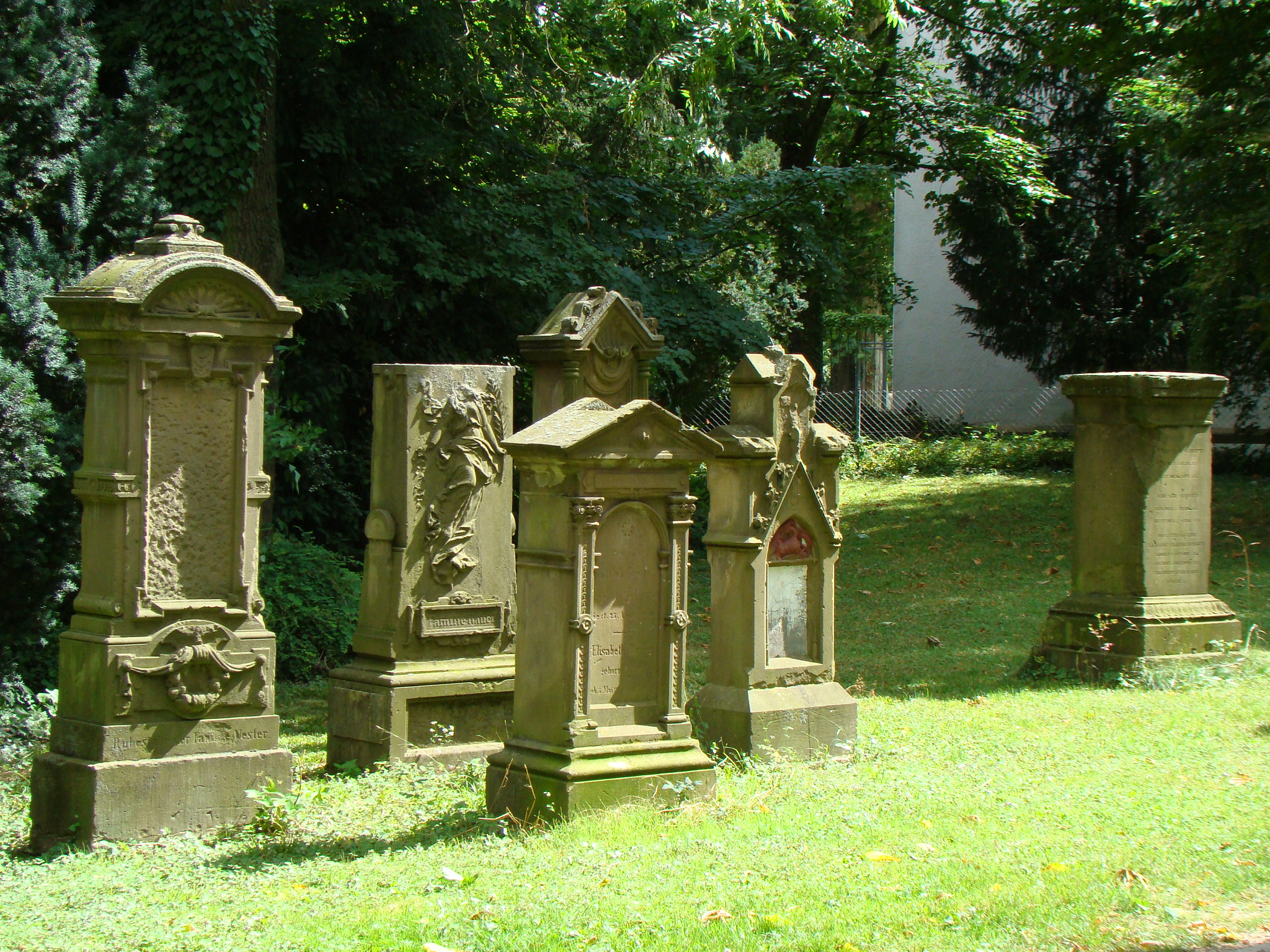
Historische Grabsteine im Alten Friedhof in Böckingen

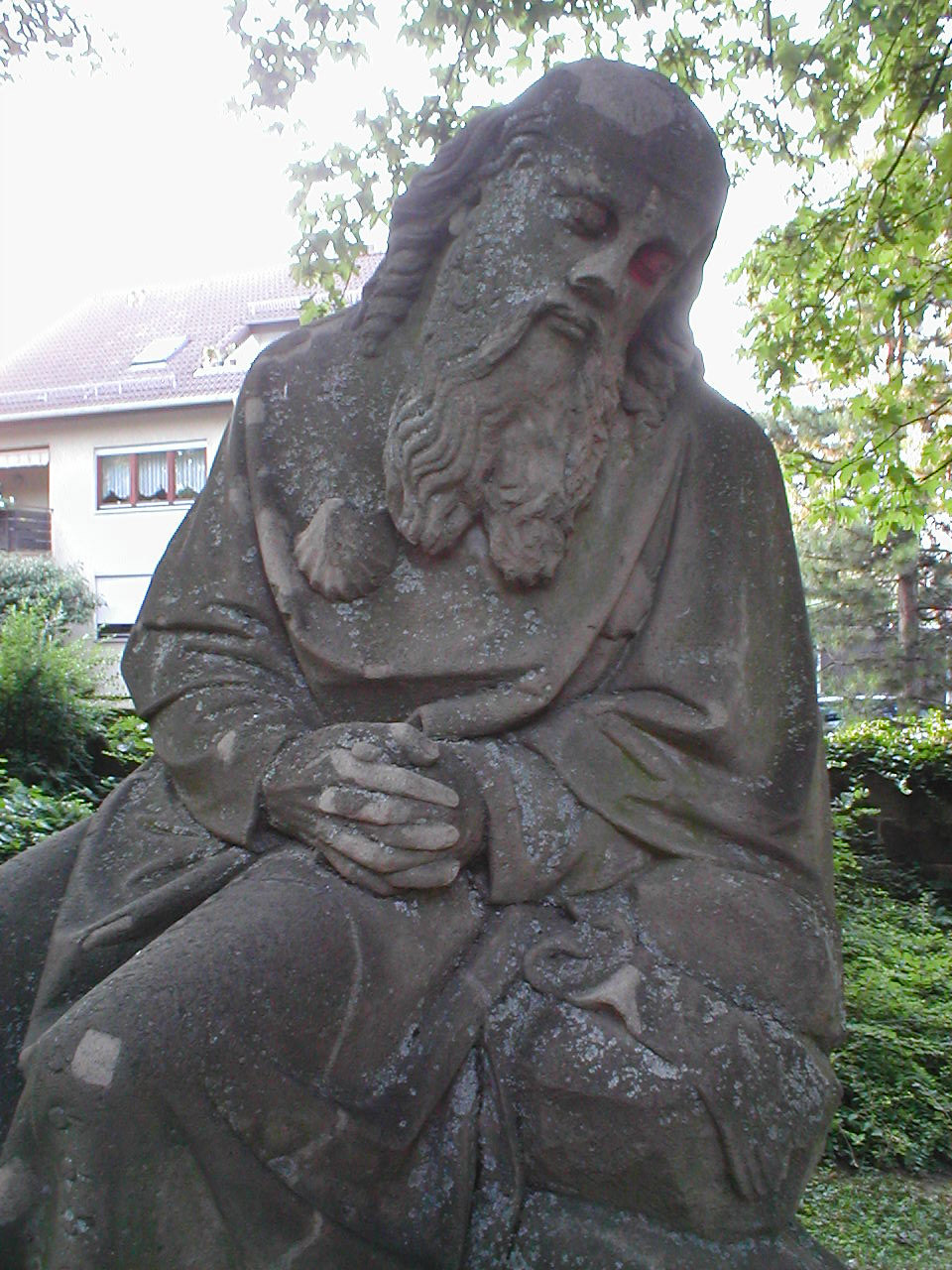
Jakobusskulptur, möglicherweise von Albert Güldenstein

Der Alte Friedhof bei der Pankratiuskirche im Heilbronner Stadtteil Böckingen ist der ursprüngliche Begräbnisplatz des Ortes. Er wurde 1905 zugunsten des Friedhofs an der Heidelberger Straße aufgegeben und wird heute als öffentlicher Park und Spielplatz genutzt.

## Geschichte
Der nördlich der Pankratiuskirche gelegene Friedhof wurde entsprechend dem ab etwa 1820 einsetzenden starken Bevölkerungswachstum des Ortes in den Jahren 1845 und 1870 vergrößert. Zusätzlich zum weiterhin steigenden Platzbedarf beeinträchtigte der Betriebslärm des 1894 unmittelbar hinter Kirche und Friedhof erbauten Heilbronner Rangierbahnhofs die Friedhofsruhe sehr. 1905 wurde schließlich ein neuer Friedhof an der Heidelberger Straße angelegt und der alte Friedhof aufgegeben.
In dem inzwischen zum Park und Spielplatz umgenutzten alten Friedhof, dessen originale Ummauerung sich erhalten hat, befinden sich noch einige historische Grabsteine bekannter Bürger von Böckingen vom frühen bis zum späten 19. Jahrhundert. Eine steinerne Vollskulptur des Heiligen Jakobus stammt von einem Schultheißen-Grab in Kirchhausen und ähnelt sehr einer gleichartigen Figur am Grab von Albert Güldenstein im Alten Heilbronner Friedhof, so dass die Skulptur möglicherweise auch von Güldenstein geschaffen wurde.